# قلعه دختر آهنگران
قلعه دختر آهنگران مربوط به دورهٔ اسلامی (سدهٔ ۵ تا ۷ قمری) است و در شهرستان زیرکوه، ۴ کیلومتری جنوب‌غربی روستای دارج بالا واقع شده و این اثر در تاریخ ۲۴ اسفند ۱۳۸۴ با شمارهٔ ثبت ۱۵۲۸۲ به‌عنوان یکی از آثار ملی ایران به ثبت رسیده است.